# 特罗伊茨凯市镇
特罗伊茨凯镇级市镇（烏克蘭語：Троїцька селищна громада）是乌克兰卢汉斯克州斯瓦托韋區的市镇，行政中心为特羅伊茨凱。市镇面积为1222.2平方公里，2020年人口数量为15,948人。

## 居民点
该市镇包括一个镇（特羅伊茨凱）和45个村庄。